# Nacala-a-Velha
Nacala-a-Velha es un distrito mozambiqueño y el nombre de su capital. Se sitúa en el litoral de la provincia de Nampula, en el canal de Mozambique. 

## Características
Limita al norte con el distrito de Memba, al noroeste con el de Nacaroa, al oeste con Monapo, al sur con Mossuril, y al este con Nacala y con el océano Índico.
Tiene una superficie de 967 km² y según datos oficiales de 2007 una población de 77.918 habitantes, lo cual arroja una densidad de 80,6 habitantes/km².

## División administrativa
Este distrito formado por cuatro localidades, se divide en dos puestos administrativos (posto administrativo), con la siguiente población censada en 2005:
- Nacala la Vieja (Nacala-a-Velha), sede y 73 937 (Micolene y Mamiope).
- Covo, 19 616.